# San Sebastián del Oeste
San Sebastián del Oeste es una localidad del estado mexicano de Jalisco. Es la cabecera del municipio de San Sebastián del Oeste.

## Toponimia
El nombre «San Sebastián» hace referencia al santo patrono de la localidad: Sebastián de Milán. El nombre «del Oeste» lo distingue de la población de San Sebastián del Sur.

## Demografía
| Gráfica de evolución demográfica |
|                                  |

| Censo | Población |
| ----- | --------- |
| 1900  | 2 305     |
| 1910  | 1 342     |
| 1921  | 1 533     |
| 1930  | 906       |
| 1940  | 706       |
| 1950  | 1 122     |
| 1960  | 741       |
| 1970  | 1 111     |
| 1980  | 570       |
| 1990  | 568       |
| 2000  | 560       |
| 2010  | 672       |
| 2020  | 632       |